# Sveti Vid (gmina Vuzenica)
Sveti Vid – wieś w Słowenii, w gminie Vuzenica. W 2018 roku liczyła 430 mieszkańców.